# Дунаев, Виктор Владимирович
Виктор Владимирович Дунаев (22 ноября 1937 года, Рязань — 10 сентября 2013 года) — советский и украинский фармаколог. Доктор медицинских наук, профессор ЗГМУ, заведующий кафедрой и проректор. Заслуженный деятель науки и техники Украины. Лауреат премии АМН Украины (1999).

## Биография
Окончил Рязанский медицинский институт имени академика И. П. Павлова (1961). Был направлен в аспирантуру в Институт биофизики МЗ СССР (Москва), в 1965 году защитил кандидатскую диссертацию (руководитель — академик АМН СССР В. А. Саноцкий). После окончания аспирантуры работал ассистентом, с 1971 года доцентом, с 1979 года профессором кафедры фармакологии Рязанского медицинского института. В 1977 году защитил докторскую диссертацию «Механизмы действия цитостатических средств и методы оценки их терапевтической активности» (научный консультант — профессор А. А. Никулин).
В 1981—2004 гг. заведующий кафедрой фармакологии и медицинской рецептуры, одновременно в 1983—2003 годах проректор по научной работе Запорожского государственного медицинского университета. По его инициативе и при активном участии в университете была организована Центральная научно-исследовательская лаборатория.
Создатель фармакологической школы.
Под его руководством выполнено 20 докторских и 86 кандидатских диссертаций.
Более 10 лет был членом Государственного фармакологического центра МЗ Украины. Являлся членом Специализированных советов по защите докторских и кандидатских диссертаций, редакционных коллегий профильных научных журналов Российской Федерации и Украины.
Соавтор тиотриазолина.
В ЗГМУ ему была открыта мемориальная доска. В 2016 г. там же была проведена Всеукраинская научно-практическая конференция памяти Дунаева.
Автор более 600 научных работ, 5 учебников, имеет 200 авторских свидетельств и патентов.